# チャタフーチー (フロリダ州)
チャタフーチー （英: Chattahoochee）は、アメリカ合衆国フロリダ州ガズデン郡北部にある都市である。2010年国勢調査では、人口3,652 人だった。タラハシー大都市圏に属している。

## 地理
チャタフーチーは北緯30度42分11秒 西経84度50分49秒 / 北緯30.703度 西経84.847度 (30.703,-84.847) に位置している。西フロリダのジョージア州境に近い。
市の南部にはリバージャンクションの町が入っている北緯30度41分10秒 西経84度50分28秒 / 北緯30.686度 西経84.841度 (30.686,-84.841)。1880年代半ばにリバージャンクションはフロリダ・セントラル・アンド・ウェスタン鉄道、後のシーボード・エア・ライン鉄道と、ペンサコーラ・アンド・アトランティック鉄道の接続点として設立された。その切り替え線路は今も残っている。
アメリカ合衆国国勢調査局に拠れば、市域全面積は5.6平方マイル (15 km2)であり、このうち陸地5.4平方マイル (14 km2)、水域は0.2平方マイル (0.52 km2)で水域率は3.37%である。

## 人口動態
以下は2000年の国勢調査による人口統計データである。
| 基礎データ - 人口: 3,287 人 - 世帯数: 1,035 世帯 - 家族数: 675 家族 - 人口密度: 232.9人/km2（602.7 人/mi2） - 住居数: 1,188 軒 - 住居密度: 84.2軒/km2（217.8 軒/mi2） 人種別人口構成 - 白人: 50.71% - アフリカン・アメリカン: 46.73% - ネイティブ・アメリカン: 0.12% - アジア人: 0.94% - 太平洋諸島系: 0.03% - その他の人種: 0.67% - 混血: 0.79% - ヒスパニック・ラテン系: 2.56% | 年齢別人口構成 - 18歳未満: 17.9% - 18-24歳: 8.8% - 25-44歳: 30.1% - 45-64歳: 26.4% - 65歳以上: 16.8% - 年齢の中央値: 41歳 - 性比（女性100人あたり男性の人口） - 総人口: 116.3 - 18歳以上: 119.4 世帯と家族（対世帯数） - 18歳未満の子供がいる: 27.7% - 結婚・同居している夫婦: 37.9% - 未婚・離婚・死別女性が世帯主: 23.2% - 非家族世帯: 34.7% - 単身世帯: 32.2% - 65歳以上の老人1人暮らし: 15.8% - 平均構成人数 - 世帯: 2.25人 - 家族: 2.80人 | 収入と家計 - 収入の中央値 - 世帯: 28,250米ドル - 家族: 35,139米ドル - 性別 - 男性: 30,000米ドル - 女性: 24,531米ドル - 人口1人あたり収入: 15,265米ドル - 貧困線以下 - 対人口: 26.1% - 対家族数: 21.0% - 18歳未満: 46.5% - 65歳以上: 11.9% |

## 歴史的場所
精神病患者に関する有名なアメリカ合衆国最高裁判所判決が出た「オコナー対ドナルドソン事件」に関わった病院であるフロリダ州立病院が市内にある。元武器庫であり、現在はフロリダ州立病院管理ビルとなっている建物は、アメリカ合衆国国家歴史登録財に指定されている（#73000578）。この病院は1989年の映画『チャタフーチー』（ゲイリー・オールドマンとデニス・ホッパーが出演）の舞台になった。その中で朝鮮戦争の英雄クリス・カルフーンがフロリダ州立病院で予防拘禁され、医者が患者を辱める光景を目撃し、悪態や虐待を経験する。

## 著名な出身者
- ロジャー・ベイリー、メジャーリーグベースボール選手、コロラド・ロッキーズ